# ジェイソン・ドナルド (野球)
ジェイソン・ドナルド（Jason Thomas Donald, 1984年9月4日 - ）は、アメリカ合衆国・カリフォルニア州フレズノ出身のプロ野球選手（内野手）。右投右打。

## 来歴・人物

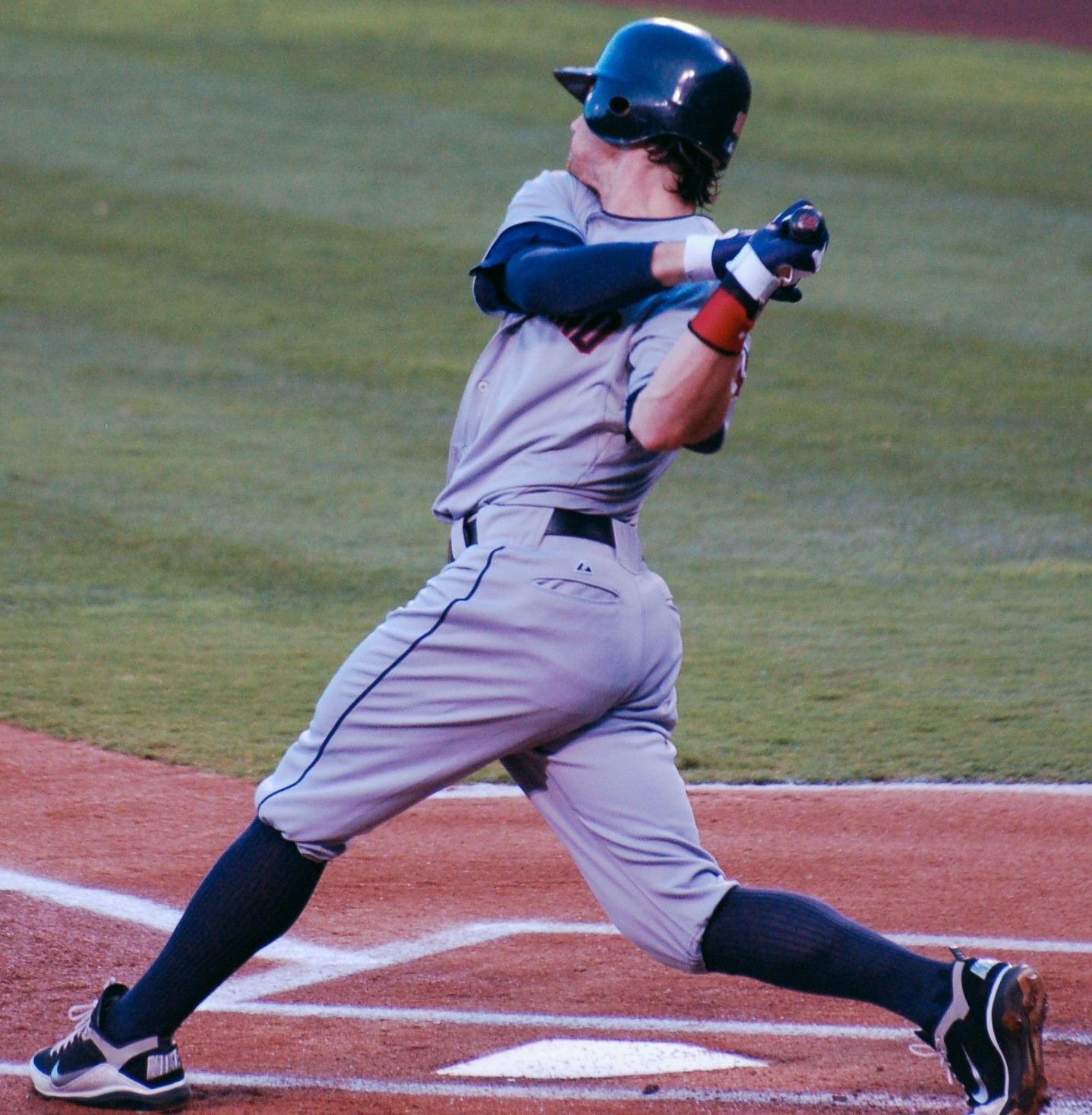
2012年8月13日

アリゾナ大学から、2006年のドラフト3巡目 (全体97位) でフィラデルフィア・フィリーズに入団。
2008年8月には北京オリンピックに野球アメリカ合衆国代表として出場し、銅メダルを獲得した。日本との3位決定戦では8番遊撃手としてスタメン出場し、川上憲伸から2点本塁打を放つなど2打数2安打2打点2四球の活躍で銅メダルの獲得に貢献した。
2009年7月29日に、クリフ・リー、ベン・フランシスコとのトレードで、カルロス・カラスコ、ルー・マーソン、ジェイソン・ナップと共にクリーブランド・インディアンスへ移籍した。
2010年はAAA級コロンバスからスタートし、アズドルバル・カブレラの故障により昇格し、5月18日のタンパベイ・レイズ戦でメジャーデビュー。6月2日のデトロイト・タイガース戦では、完全試合まであと1人と迫っていたアーマンド・ガララーガから一塁内野安打を放ったが、この判定が明らかな誤審であったため、全米で大きな話題を呼んだ（詳細は「アーマンド・ガララーガの幻の完全試合」を参照）。試合後にコメントを求められたドナルドは、「駆け抜けた瞬間は、セーフなのかアウトなのかわからなかった。しかし、こういう状況を考えれば、確かにアウトとコールされるべきだったと思う」と語った。
2011年はマイナー落ちを経験し、出場試合数は減少したものの、打率は.318と高水準だった。
2012年12月11日に、アリゾナ・ダイヤモンドバックスも含めた合計9選手が動く三角トレードにおいて、シンシナティ・レッズへ移籍した。
2013年11月5日にFAとなり、12月28日にカンザスシティ・ロイヤルズとマイナー契約を結んだ。
2014年はAAA級オマハ・ストームチェイサーズで25試合に出場していたが、5月29日に金銭トレードでテキサス・レンジャーズへ移籍した。

## プレースタイル
本職は遊撃手だが、二塁、三塁、外野も守ったことがある。
メジャーでレギュラーを掴むほどの力はなく、便利屋に落ち着く可能性もあるとされていたが、現状はそれに近付きつつある。

## 年度別打撃成績
| 年 度     | 球 団     | 試 合 | 打 席 | 打 数 | 得 点 | 安 打 | 二 塁 打 | 三 塁 打 | 本 塁 打 | 塁 打 | 打 点 | 盗 塁 | 盗 塁 死 | 犠 打 | 犠 飛 | 四 球 | 敬 遠 | 死 球 | 三 振 | 併 殺 打 | 打 率 | 出 塁 率 | 長 打 率 | O P S |
| --------- | --------- | ----- | ----- | ----- | ----- | ----- | -------- | -------- | -------- | ----- | ----- | ----- | -------- | ----- | ----- | ----- | ----- | ----- | ----- | -------- | ----- | -------- | -------- | ----- |
| 2010      | CLE       | 88    | 325   | 296   | 39    | 75    | 19       | 3        | 4        | 112   | 24    | 5     | 1        | 4     | 0     | 22    | 2     | 3     | 70    | 3        | .253  | .312     | .478     | .690  |
| 2011      | CLE       | 39    | 143   | 132   | 13    | 42    | 6        | 1        | 1        | 53    | 8     | 3     | 2        | 0     | 1     | 7     | 0     | 3     | 35    | 2        | .318  | .364     | .402     | .765  |
| 2012      | CLE       | 43    | 135   | 124   | 18    | 25    | 2        | 1        | 2        | 35    | 11    | 4     | 0        | 1     | 2     | 5     | 0     | 3     | 40    | 0        | .202  | .246     | .282     | .529  |
| 通算：3年 | 通算：3年 | 170   | 603   | 552   | 70    | 142   | 27       | 5        | 7        | 200   | 43    | 12    | 3        | 5     | 3     | 34    | 2     | 9     | 145   | 5        | .257  | .309     | .362     | .672  |

- 2012年度シーズン終了時